# 타힌

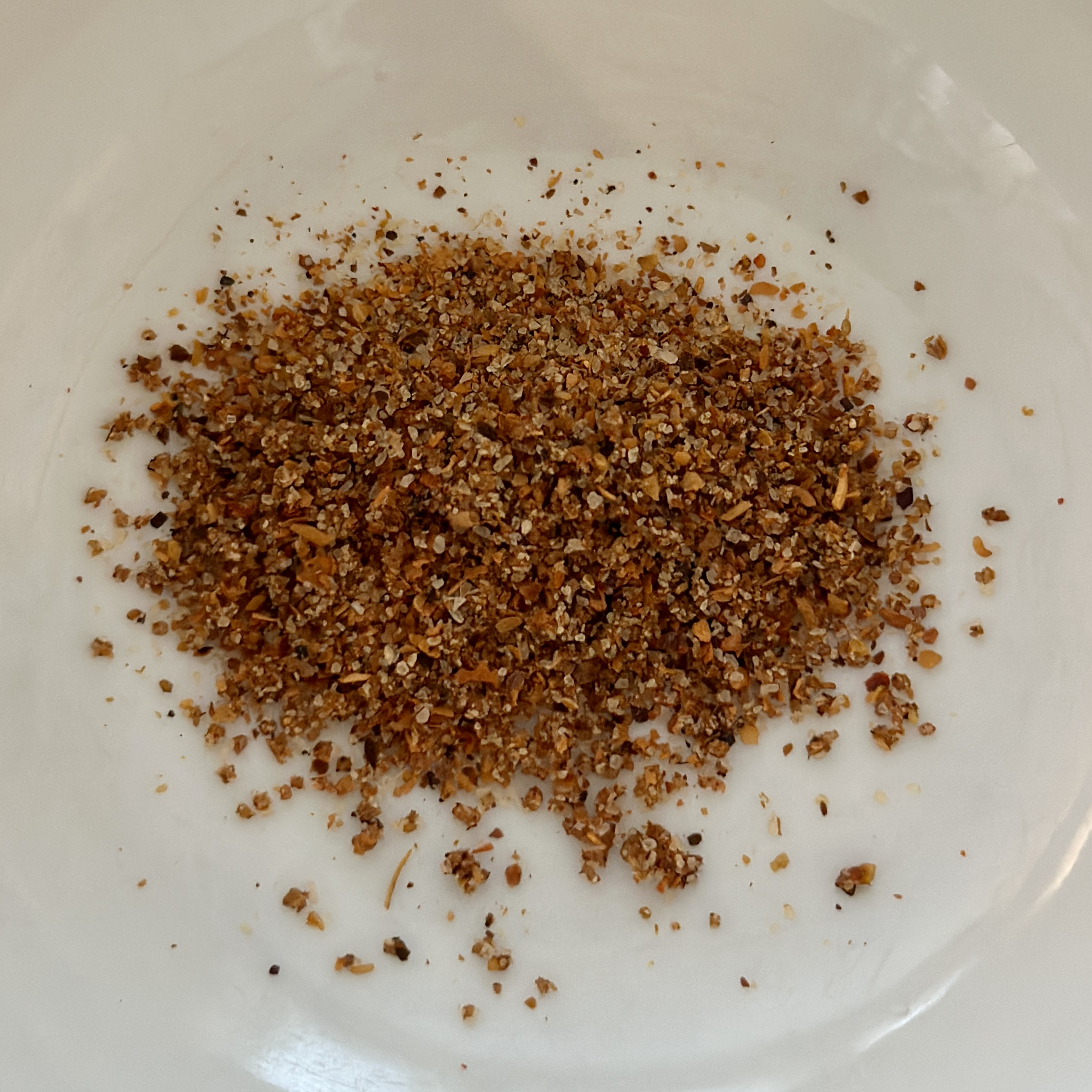
타힌

타힌(스페인어: tajín)은 고추와 라임, 소금으로 이루어진 멕시코의 조미료이다. 1985년 오라시오 페르난데스(Horacio Fernández)가 개발했다. 말린 아르볼, 과히요, 파시야고추와 천일염, 말린 라임이 주재료이며, 과일, 팝콘, 엘로테(옥수수) 등을 찍어 먹는다.

## 사진

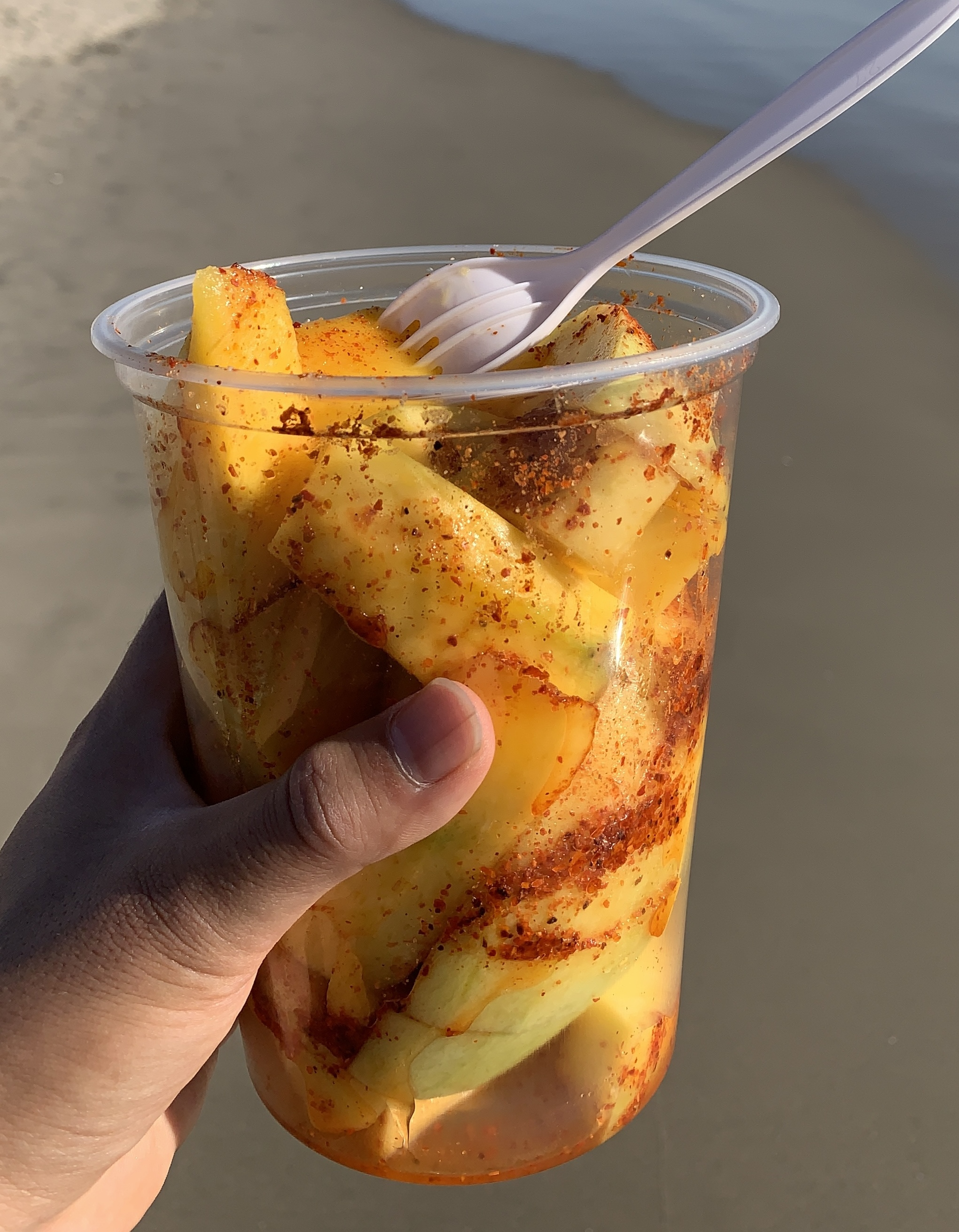
타힌을 뿌린 망고

## 같이 보기
- 무오이 똠